# Blanka Kastiljska (1319. – 1375.)
Blanka (španjolski Blanca) (kolovoz 1319. – 1375.) bila je španjolska plemkinja, članica kastiljske Kuće Burgundije te gospa samostana svete Marije.
Blankina je majka bila aragonska infanta Marija, kći kralja Jakova II. Aragonskog. Nazvana po baki, Blanka je bila jedino dijete gospe Marije i njenog muža, Petra Kastiljskog. Petar (Pedro) oženio se Marijom u prosincu 1311. godine, a bio je lord Los Camerosa i Berlange de Duera. Preko svoga oca, Blanka je bila unuka Sanča IV. Kastiljskog i nasljednica Petrovih feuda.
Godine 1320., Blanka i njezina majka napustile su Kastiljsko Kraljevstvo i otišle u Aragoniju s dopuštenjem Blankinog strica, infanta Filipa i bake, Marije de Moline. Postojali su pregovori prema kojima je Blanka trebala sklopiti brak sa svojim rođakom Alfonsom XI.; do braka nije došlo. Jakov II. namjeravao je udati svoju unuku Blanku za Ivana Kastiljskog, ali plan je propao.
Blanka je opisana kao duševno bolesna osoba „nesposobna za brak“ – psihičku bolest pripisali su joj liječnici Alfonsa XI.